# 習志野俘虜收容所
習志野俘虜收容所（平假名:ならしのふりょしゅうようじょ）為第一次世界大戰時間日本千葉縣習志野市（千葉縣津田沼町）的俘虜收容所，收容所長為西鄉隆盛的嫡子西鄉寅太郎上校。

## 概要
日本於第一次世界大戰時於中國青島的德國租界俘虜德軍4,715名，其中約1,000 名於1915年（大正4年）至1920年（大正9年）收容於此地。建設費用為43,000日圓，包含1,300坪的收容所與廚房、倉庫等幾百坪的相關設施。
並不同於日俄戰爭時俄國俘虜的收容所。

## 俘虜的生活
德國俘虜大半是徵兵入伍者，於其母國擁有各自的職業技術。除了日方設置的收容大樓外，德國俘虜中具有土木經驗者還興建了被稱為Laube的休閒小屋與可以舉行演奏會、話劇表演的戶外舞台。除了俘虜組成劇團演出亨利克·易卜生的劇作、由俘虜擔任講師的俘虜大學、電影放映等活動，俘虜還進行足球、網球等運動與組織習志野俘虜樂團表演貝多芬、莫札特、舒曼和小約翰·史特勞斯的《藍色多瑙河》。建築間並開闢菜園，並釀造啤酒與葡萄酒。
定期亦會前往稻毛海岸等觀光地遠足。

## 文化交流
除了在收容所印刷室製作日本風情的畫作外，德軍中對於日本文化感興趣者則進行日本民間故事的翻譯。另外有與地方進行交流的記錄，來欣賞演奏會的當地小孩可以拿到彈珠汽水，來參觀收容所的小學生則得到瓶中船作為禮物。這樣的交流包括肥皂與蛋黃醬等的做法，千葉市新設立的農商務省畜產試驗場則請本所的香腸專家教導製造香腸的專業技術，並透過農商務省的推廣傳至全國，因此習志野為日本香腸製造的發源地。
收容所也有人前往房總的牧場指導煉乳製法或是到東京銀座的咖啡廳教導西點製作。而在戰前山梨的葡萄園（現在的三得利山梨葡萄酒廠）雇用的德國葡萄酒技師亦收容於此。

## 西班牙感冒
習志野俘虜收容所四年半的運作裡最大的事件為大正7年秋天開始於世界大流行的西班牙型流行性感冒，共有25名德國俘虜與西鄉所長本人因此病逝。於該年12月首位死者出現後，第二位病逝者為西鄉所長。1919年1月1日，早上起便開始發燒的西鄉所長不聽醫師的勸告，騎馬前往收容所慰問因敗戰消息而深受打擊的德國俘虜，並表示這個新年將是他們歸國之年。而根據德國俘虜的記錄，所長於該日下午四時病逝。
包含因西班牙感冒與其他疾病逝世者，共計30名德軍俘虜的墓碑設立於習志野陸軍墓地（現在的船橋市習志野靈園），至今德國駐日大使館的武官在每年11月皆會前往該地舉行慰靈祭。

## 外部連結
- 大正八年の青きドナウ
- ドイツ捕虜オーケストラの碑
- チンタオ・ドイツ兵俘虜研究会
- 丸亀俘虜ドイツ兵研究会